# 谷歌涉黄事件
谷歌涉黄事件发生于2009年，是指中华人民共和国有关部门认为谷歌中国网站传播淫秽色情信息，严重违反了《全国人大常委会关于维护互联网安全的决定》和国务院《互联网信息服务管理办法》等法律法规，以及《互联网站禁止传播淫秽色情等不良信息自律规范》等行业自律规范进而对其实施行政处罚的事件,。6月18日，中国中央电视台报道了此事件，引起了中国社会各界乃至海外媒体的关注与争议。

## 发展

### 官方原因与媒体猜测
2009年6月18日，中国互联网协会互联网违法和不良举报中心发表文章《强烈谴责谷歌传播淫秽色情和低俗信息》，批评谷歌中国存在“大量淫秽色情和低俗信息”，使“大量境外互联网上的淫秽色情信息通过该网站传播到我国境内”。

### 行政处罚与央视报道
2009年6月18日下午，有关部门召见了谷歌中国的负责人，查处其网站传播大量淫秽色情信息，决定暂停其境外搜索功能与联想词功能作为处罚措施，并要求谷歌中国内部整改，彻底清理其淫秽色情和低俗内容。
6月18日晚，中国中央电视台的《新闻联播》与《焦点访谈》《新闻1+1》节目先后报道了该事件。在《焦点访谈》节目中，中国互联网违法和不良信息举报中心演示了谷歌网站联想词搜索存在提示黄色信息的问题。举报中心主任助理张杰认为搜索引擎上的违法有害信息会对公众产生危害，会危害到青少年的健康成长。《焦点访谈》的旁白提到，一些网民认为，谷歌中国未做好过滤淫秽色情内容的工作是缺乏社会责任的表现。此外，《焦点访谈》还采访了教师和大学生。大学生高也在采访中说：“黄色啊什么淫秽信息在网上那个毒害特别大，特别是经过一些像Google这样的链接，那种毒害特别大”。举报中心副主任奚伟表示说，他们将对谷歌中国的整改进一步核查，并呼吁广大网民监督，呼吁互联网行业自律。《焦点访谈》总结说，互联网的从业人员应该“自尊自爱，遵守法律”，谷歌中国的行为严重违反了国家的相关规定，应受到谴责和处罚。最后，《焦点访谈》呼吁“纯洁网络环境，让中国的互联网孕育出更多的善因，结出更多的善果。”

### 谷歌中国的回应与调整
6月18日22:55，谷歌中国首次做出官方回应，称将努力清除中国互联网上低俗内容。当晚约21:30，谷歌中国调整了部分遭央视曝光的搜索关键词。
6月19日，谷歌中国再次表态，称正在与政府相关部门沟通，并已经解决了大部分存在的问题。
7月25日，谷歌中国恢复网页搜索中的联想词功能，并会屏蔽一些敏感关键词，和提示“根据当地法规和政策，部分结果未予显示”。

### Google国际网站访问异常
2009年6月24日晚21点左右，在中国大陆，谷歌的所有境外业务均无法访问，包括Gmail、Google阅读器、Google文档在内的多项服务均无法使用，疑似遭遇防火长城屏蔽。25日下午7时左右访问正常。但YouTube与Blogger服务仍被屏蔽。
2009年7月16日，在中国大陆，Picasa网络相册访问异常，网站上所有的图片无法显示和外链。

## 反响

### 政府态度
2009年6月19日，国家有关部门在一次执法谈话中指出“谷歌中国”存在的问题，并要求其认真遵守相关法律，采取切实有效的工作来防止境外淫秽色情信息流入境内。有关部门将根据其整改情况来决定下一步的处理措施。
2009年6月25日，北京网络新闻信息评议会召开本年度第三次会议，在会议上对境外媒体的报道表示强烈谴责。
2009年7月，网络上流传上海建南七中一早孕初中女生被迫给四男生喂奶的帖子，国家有关部门立即表示这与以谷歌为代表的国外网站使大量低俗色情内容流入国内有关，并决定进一步投资4170万元用于绿坝软件。但随即网友指出帖子中的“建南七中”根本不存在，照片也是伪造的，是有人故意妖魔化90后并给谷歌抹黑。

### 竞争对手
2009年6月21日，百度新闻发言人朱光在接受计世网的采访时表示谷歌被点名批评与百度无关，同时百度也不会对此事件发表任何评论。

### 媒体和网民的反响
中国中央电视台播出了报道该事件的相应节目后，立即在网民中引起强烈反感。各大新闻网站的评论页中，大多数网民均认为谷歌系被陷害，有人直指其在中国大陆的竞争对手百度，亦有人认为此次事件是在为绿坝软件制造有利的舆论环境。一部分网民通过人肉搜索发现，《焦点访谈》所采访的据称是大学生的高也，实为《焦点访谈》的实习生。因此网民强烈怀疑节目造假，对高也大加鞭挞，将其讥为“纯情的大学生”，《焦点访谈》也被讥为《焦点谎谈》，高也所说的“心神不宁”亦很快成为网络热词。
此后，大陆一些媒体作出导向报道，如《人民日报》：“境外淫秽色情信息借谷歌传入境内 遭强烈谴责”、“谷歌‘不作恶’口号沦为遮羞布”、“警惕谷歌假整改蒙混过关”、“查处谷歌中国淫秽信息，公众都叫‘好’！”等。新华网在6月22日发表的文章《绿坝、谷歌和高也，谁是谁的替罪羊？》中称“高也是在焦点访谈实习的大学生，央视图方便就地取材其实没什么不妥，录节目的台词提前设定其实也很正常”、“高也被人肉搜索是网络暴力的直接表现”。并称“谷歌是绿坝的替罪羊”、“高也是央视‘造假’的替罪羊”、“整个事件背后其实都涉及到网络暴力和舆论引导问题，所以它们都是网络暴力的替罪羊。”
有分析指，出台这一行动之际，适逢中国网民大为不满北京以封堵色情内容为名，下令该国销售的每一台新电脑都要预装一款名为绿坝·花季护航的审查软件。有人表示，针对谷歌采取行动，似乎意在引导人们把注意力从国内审查引发的不满情绪，转移到以外国公司为矛头的对色情内容的担忧上。
有观点指出，就法律角度分析，认为问题是出在色情网站本身，而非Google中国，拿Google中国开刀是不合理的。搜索引擎本身不应该为搜索到的色情网站链接负责。一方面因为色情內容不是直接隸属於搜索引擎本身，必须经过网民主动搜索才能获得，所以并非搜索引擎本身主动提供或传播这类资讯。另一方面，成人网站在很多国家是合法的，网站本身亦设有年龄分级限制，需要18岁或以上，或是加以注册才能进去，所以即使搜索到，也不代表就能够读取当中的內容。按照中国的法律是不禁止个人去收看成人电影，所以即使通过Google链接去收看一些成人网站，本身也并不违法。而且，Google搜索默认打开安全搜索（Safe Search）选项，安全搜索可以过滤掉包含露骨的性内容的网站，并将其从搜索结果中删除。Google在帮助页面中介绍，没有任何一个过滤器能做到100%准确地过滤，但安全搜索应当能够过滤掉大多数不当资料，如成人网站。为符合中国法律，Google中国版并不能像国际版或其他地区版关闭这个选项。
国际社会保护青少年的常见做法是由政府将辖区内的网站内容分级，如台湾的“财团法人台湾网站分级推广基金会”的《电脑网路內容分级处理办法》，亦提供指引让有青少年的家庭及父母，自己决定采取何种保护孩子的做法，如为电脑安装过滤软件等。政府不会介入每个家庭的家务事。

#### 对央视报道手法的质疑
央视2009年6月18日的《新闻1+1》报道，在谷歌中国中输入“儿子”，下面却出现了“儿子母亲不正当关系”等十几个选项。然而根据谷歌的数据，在报道的前几天有来自北京的IP突然大量搜索该词汇，导致该词汇进入自动完成列表，因此疑为有组织有预谋的操纵。